# Seydişehir
Seydişehir es una ciudad y distrito de la provincia de Konya en la región de Anatolia Central, de Turquía. De acuerdo al censo del año 2000 su población era de 85,456 de los cuales 48,372 vivían en la ciudad de Seydişehir.